# 千客万来!ほのぼのサンデー
『千客万来!ほのぼのサンデー』（せんきゃくばんらい ほのぼのサンデー）は、2006年4月9日から2007年12月30日まで石川テレビで毎週日曜 12:00 - 12:55 （以降、時間表記はすべてJST）に放送されていたローカル情報バラエティ番組。
かつて毎週月曜 19:00 - 19:54に放送されていた『千客万来!ほのぼのマンデー』の後継番組である。番組内容は『ほのぼのマンデー』時代とほぼ変わらず、架空の喫茶店「サンデー」を舞台に、マスターの原秀二（当時石川テレビアナウンサー）、店員の髙田真希などが丁々発止を繰り広げていた。

## 番組コーナー
- お取り寄せグルメ
- ふるさと探偵社
- 陣ちゃんの白山ろく日記
- シリトリ賢者の贈り物
- スゴロクの旅

| 石川テレビ 日曜12:00枠       | 石川テレビ 日曜12:00枠    | 石川テレビ 日曜12:00枠                              |
| 前番組                       | 番組名                    | 次番組                                              |
| ---------------------------- | ------------------------- | --------------------------------------------------- |
| ネプリーグ ※月曜19時台へ移動 | 千客万来!ほのぼのサンデー | お茶の間の真実〜もしかして私だけ!?〜 （テレビ東京） |